# Sulfacetamide/sulfur
Các thuốc kết hợp sulfacetamide/lưu huỳnh là một bôi mụn thuốc được sản xuất bởi Medicis dưới tên thương mại Plexion và cũng có sẵn dưới tên thương mại khác như Clenia, Prascion, và Avar. Nó kết hợp natri sulfacetamide, một loại kháng sinh sulfonamid và lưu huỳnh, một tác nhân keratolytic. Nó có sẵn trong bốn công thức: như một miếng vải làm sạch, sữa rửa mặt, hỗn dịch tại chỗ, và như một mặt nạ trên khuôn mặt. Các sulfacetamide ức chế sự phát triển của vi khuẩn Cutibacterium acnes có liên quan đến mụn trứng cá, trong khi lưu huỳnh tạo điều kiện cho việc loại bỏ các tế bào da chết để ngăn ngừa lỗ chân lông bị tắc.